# Папоротевидні
Папоротевидні (Polypodiopsida) — клас папоротеподібних рослин. Включає понад 9000 видів. В Україні зростає 52 види з 15 родин.

## Опис
Багаторічні, рідше однорічні рослини. Деревоподібні форми (серед тропічних видів) — до 25 м заввишки і 50 см у діаметрі, найдрібніші трав'янисті форми папоротевидних — заввишки кілька міліметрів. Стебла у вигляді прямостоячих стовбурів у деревоподібних папоротей, у трав'янистих — кореневища. Листки різноманітні за розмірами та формою. Спорангії у сорусах, здебільшого з одношаровими стінками та кільцем.

## Класифікація
Класифікація на основі праць Smith et al. 2006 та Christenhusz et al. 2011:
- Порядок Osmundales
  - Родина Osmundaceae
- Порядок Hymenophyllales
  - Родина Hymenophyllaceae (incl. Trichomanaceae)
- Порядок Gleicheniales
  - Родина Gleicheniaceae(інші мови) (incl. Dicranopteridaceae, Stromatopteridaceae)
  - Родина Dipteridaceae(інші мови) (incl. Cheiropleuriaceae)
  - Родина Matoniaceae(інші мови)
- Порядок Schizaeales
  - Родина Lygodiaceae(інші мови)
  - Родина Anemiaceae(інші мови) (incl. Mohriaceae)
  - Родина Schizaeaceae(інші мови)
- Порядок Сальвінієві (Salviniales)
  - Родина Марсилієві (Marsileaceae) (incl. Pilulariaceae)
  - Родина Salviniaceae (incl. Azollaceae(інші мови))
- Порядок Cyatheales
  - Родина Thyrsopteridaceae
  - Родина Loxsomataceae(інші мови)
  - Родина Culcitaceae(інші мови)
  - Родина Plagiogyriaceae(інші мови)
  - Родина Cibotiaceae(інші мови)
  - Родина Cyatheaceae(інші мови) (incl. Alsophilaceae, Hymenophyllopsidaceae[3])
  - Родина Dicksoniaceae (incl. Lophosoriaceae)
  - Родина Metaxyaceae(інші мови)
- Порядок Багатоніжкові (Polypodiales)
  - Родина Lonchitidaceae(інші мови)[2]
  - Родина Lindsaeaceae(інші мови)
  - Родина Saccolomataceae(інші мови)
  - Родина Cystodiaceae(інші мови)[2]
  - Родина Dennstaedtiaceae (incl. Hypolepidaceae, Monachosoraceae, Pteridiaceae)
  - Родина Pteridaceae (incl. Acrostichaceae, Actiniopteridaceae, Adiantaceae, Anopteraceae, Antrophyaceae, Ceratopteridaceae(інші мови), Cheilanthaceae(інші мови), Cryptogrammaceae(інші мови), Hemionitidaceae(інші мови), Negripteridaceae(інші мови), Parkeriaceae(інші мови), Platyzomataceae(інші мови), Sinopteridaceae(інші мови), Taenitidaceae(інші мови), Vittariaceae(інші мови))
  - Родина Diplaziopsidaceae(інші мови) X.C.Zhang & Christenh. 2011
  - Клада eupolypods II in Smith 2006 (Formerly, Blechnales, Athyriales, Aspleniales, or Thelypteridales)
    - Родина Cystopteridaceae Schmakov 2001
    - Родина Aspleniaceae Newman 1840
    - Родина Hemidictyaceae(інші мови) Christenh. 2011[4]
    - Родина Thelypteridaceae Pic.Serm. 1970
    - Родина Rhachidosoraceae(інші мови) X.C.Zhang 2011[2]
    - Родина Woodsiaceae Herter 1949
    - Родина Onocleaceae Pic.Serm. 1970
    - Родина Blechnaceae Newman 1844 (incl. Stenochlaenaceae(інші мови))
    - Родина Athyriaceae Alston 1956

  - Клада eupolypods I(інші мови) in Smith 2006
    - Родина Dryopteridaceae (incl. Aspidiaceae, Bolbitidaceae(інші мови), Elaphoglossaceae(інші мови), Hypodematiaceae(інші мови), Peranemataceae)
    - Родина Lomariopsidaceae
    - Родина Nephrolepidaceae(інші мови)[2]
    - Родина Tectariaceae(інші мови)
    - Родина Oleandraceae(інші мови)
    - Родина Davalliaceae
    - Родина Багатоніжкові (Polypodiaceae) (incl. Drynariaceae, Grammitidaceae, Gymnogrammitidaceae, Loxogrammaceae, Platyceriaceae, Pleurisoriopsidaceae)